# Прапорци
Прапорци ca музикални перкусионни инструменти от групата на звънците.
Те се използват като музикални инструменти в българската фолклорна музика, а също се слагат на юздите на конете като украшение или по шейните.